# Albunione yoda
Albunione yoda is een pissebed uit de familie Bopyridae. De wetenschappelijke naam van de soort is voor het eerst geldig gepubliceerd in 2003 door Markham & Boyko.